# قاب بایاس
در عکاسی دیجیتال، یک قاب بایاس یا فریم بایاس، تصویری است که از یک حسگر تصویر اپتوالکترونیکی، بدون زمان نوردهی واقعی، به دست می‌آید. تصویر به دست آمده فقط حاوی سیگنال‌های ناخواسته ناشی از قطعات الکترونیکی است که داده‌های حسگر را تشکیل می‌دهند و نه سیگنال‌های ناخواسته ناشی از تجمع بار (مثلاً از جریان تاریک) در خود حسگر.
یک قاب بایاس مکمل یک قاب تاریک است که زمان انتگرال‌گیری بار دارد اما در تاریکی. از آنجایی که یک قاب تاریک حاوی سیگنال ناخواسته از جمله یک مؤلفه نویز با الگوی ثابت است که بخشی از آن مربوط به قاب بایاس است و بخشی از آن به دلیل جریان تاریک است و متناسب با زمان نوردهی است، می‌توان با کم کردن یک قاب بایاس از یک قاب تاریک، تصویری را که فقط مؤلفه جریان تاریک را نشان می‌دهد، به دست آورد. تصویر حاصل، هنگامی که در ضریبی بسته به زمان نوردهی ضرب می‌شود و سپس دوباره به قاب بایاس اضافه می‌شود، امکان دستیابی به یک قاب تاریک «مصنوعی» را فراهم می‌کند. اگرچه این فنّ نسبت به تصویربرداری از یک قاب تاریک برای هر مدت زمان نوردهی خاص، دقت کمتری دارد، اما این مزیت را دارد که زمان مورد نیاز برای به دست آوردن داده‌های قاب تاریک برای تفریق قاب تاریک را به شدت کاهش می‌دهد.